# Saison 2005-2006 du FC Sochaux-Montbéliard
Chronologie
Saison précédente Saison suivante
La saison 2005-2006 du FC Sochaux-Montbéliard est la 58e saison du club en Ligue 1.

## Résultats en compétitions nationales
- Ligue 1 : 15e avec 44 points, 15e attaque avec 34 buts marqués, 16e défense avec 47 buts encaissés, 16e à domicile (25 pts), 11e à l'extérieur (19 pts)
- Coupe de France: élimination en 1/8 de finale par l'Olympique de Marseille
- Coupe de la Ligue: élimination en 1/16 de finale par l'AS Nancy-Lorraine

## Transferts

### Mercato d'été
| Nom                            | Nationalité sportive | Contrat         | Provenance/Destination   |
| Arrivées                       |                      |                 |                          |
| Mourad Meghni                  | France               | prêt (1 an)     | Bologne FC               |
| Moumouni Dagano                | Burkina Faso         | 4 ans           | EA Guingamp              |
| Miranda                        | Brésil               | 4 ans           | Coritiba FC              |
| Dominique Bijotat (entraîneur) | France               | 2 ans           | Clermont Foot            |
| Philippe Brunel                | France               | 2 ans           | Lille OSC                |
| Arnaud Bühler                  | Suisse               | 4 ans           | FC Aarau                 |
| Rabiu Afolabi                  | Nigeria              | 4 ans           | Austria Vienne           |
| Départs                        |                      |                 |                          |
| Marcelo Trapasso               | Argentine            | Transfert       | LB Châteauroux           |
| Steve Bernardet                | France               | Prêt            | Pau FC                   |
| Thomas Régnier                 | France               | Prêt            | Clermont Foot            |
| Sigamary Diarra                | Mali                 | Transfert       | Stade lavallois          |
| Guy Lacombe (entraîneur)       | France               | Contrat résilié | Paris SG                 |
| Gérard Gnanhouan               | Côte d'Ivoire        | Transfert       | Montpellier HSC          |
| Aimé Lavie                     | France               | Prêt            | FC Sète                  |
| Sylvain Monsoreau              | France               | Transfert       | Olympique lyonnais       |
| Jérémy Mathieu                 | France               | Transfert       | Toulouse FC              |
| Wilson Oruma                   | Nigeria              | Fin de contrat  | Olympique de Marseille   |
| Grégory Paisley                | France               | Transfert       | FC Metz                  |
| Ibrahim Tall                   | Sénégal              | Fin de contrat  | Heart of Midlothian      |
| Francileudo Santos             | Brésil               | Transfert       | Toulouse FC              |
| Fabien Lavoyer                 | France               | Contrat résilié | SO Romorantin (National) |

### Mercato d'hiver
| Nom                 | Nationalité | Contrat | Provenance/Destination |
| Arrivées            |             |         |                        |
| Valéry Mezague      | Cameroun    | ?       | Montpellier HSC        |
| Mohamed Kader Touré | Togo        | ?       | EA Guingamp            |
| Départs             |             |         |                        |
| Jaouad Zaïri        | Maroc       | Prêt    | Al Ittihad Djeddah     |

## Saison

### Buteurs en championnat
- Araujo Ilan: 10 buts
- Moumouni Dagano: 7 buts
- Jérémy Ménez, Mickaël Isabey: 3 buts
- Mevlüt Erding, Weldon: 2 buts
- Benjamin Genghini, Badara Séne, Souleymane Diawara, Guirane N'Daw, Rabiu Afolabi: 1 but
- Yohan Demont (Lens) et Cédric Lécluse (Nancy): 1 but csc

## Affluences
- Moyenne : 14.257
- Maximale : 18.770 (contre Lyon)
- Minimale : 9.884 (contre Le Mans)